# Paul Koutnik
Paul Koutnik (* 1961 in Wien) ist ein österreichischer Komponist und Pianist.

## Leben
Koutnik wurde seit seinem 5. Lebensjahr musikalisch unterwiesen, absolvierte dann jedoch ein Studium der Biochemie.
Als Komponist schuf er primär für Tasteninstrumente, aber auch für Musiktheater. Regelmäßig ist er als Pianist, Cembalist und Organist aktiv, dies in Barockmusik, Kammermusik und als Liedbegleiter.
Für das sirene Operntheater schrieb er die Kammeropern Das verzehrte Lichtlein nach einem Text von Leo Perutz und Die Träume nach einem Libretto von Kristine Tornquist aus 1001 Nacht.